# Thouarsais-Bouildroux
Thouarsais-Bouildroux é uma comuna francesa na região administrativa da Pays de la Loire, no departamento de Vendéia. Estende-se por uma área de 17,37 km². Em 2010 a comuna tinha 784 habitantes (densidade: 45,1 hab./km²).